# وزارة الإسكان وتنمية المجتمع في كاليفورنيا
وزارة الإسكان وتنمية المجتمع في كاليفورنيا إدارة داخل وكالة كاليفورنيا للشغل ومصالح المستهلكين والإسكان تطور سياسة الإسكان وقوانين البناء، وتنظم المنازل وتمويل الإسكان والتنمية الاقتصادية وبرامج التنمية المجتمعية.